# Paolo Coni
Paolo Coni (nacido en Perugia, 1 de agosto de 1957) es un barítono italiano. 

## Biografía
Estudió en el conservatorio de Perugia y, después de diplomarse, siguió sus estudios de forma privada con el maestro Rodolfo Celletti. En el año 1983 debutó en el papel de Enrico en Lucia di Lammermoor, y en años posteriores interpretó a personajes de Donizetti, Rossini y Mozart (Don Giovanni y Le nozze di Figaro). A partir de 1986 se enfrentó al complicado repertorio verdiano (I vespri siciliani, Un ballo in maschera, Attila, Don Carlo), pero sin abandonar a los grandes autores del romanticismo italiano del siglo XIX: Donizetti (La Favorita, L'elisir d'amore, Roberto Devereux) y Bellini (I puritani). En la segunda mitad de los años ochenta triunfa con dos papeles puccinianos: Lescaut (Manon Lescaut) y Marcello (La bohème).
Considerado como uno de los mejores barítonos italianos desde finales de los años ochenta, Coni consolidó su fama en las décadas posteriores, pisando la escena de los principales teatros de ópera europeos y americanos: La Scala de Milán, La Fenice de Venecia, el San Carlos de Nápoles, el Covent Garden de Londres, la ópera de París, el Metropolitan de Nueva York, etc. Ha trabajado con algunos de los más importantes directores de orquesta contemporáneos entre los que se cuentan Riccardo Muti y Georg Solti, con los cuales ha efectuado también importantes grabaciones.
Desde el año 2007 hasta 2009 fue director artístico y docente principal en el Concurso internacional & Stage para jóvenes cantantes líricos Città di Bologna, en el Teatro Guardassoni de Bolonia.

## Características vocales
Paolo Coni es un barítono de tesitura no excepcional, pero posee una voz rica en claroscuros y esfumaturas. Siempre se le ha requerido para el repertorio italiano del siglo XIX (Donizetti y Verdi en particular) y en el pucciniano (apreciadísimo intérprete de Lescaut). Con menos frecuencia se enfrenta al repertorio verista (Pietro Mascagni, Ruggero Leoncavallo, Umberto Giordano) y contemporáneo. Ha interpretado con éxito el papel de Nick Shadow en El progreso del libertino) compuesta por Stravinski y el de Urbain Grandier en Die Teufel von Loudun (Diabły z Loudun) de  Penderecki.

## Repertorio
- Vincenzo Bellini
  - Il pirata (Ernesto, duque de Caldora)
  - I puritani (Sir Riccardo Forth)
- Gaetano Donizetti
  - Alina regina di Golconda (Volmar)
  - L'assedio di Calais (Eustachio de Saint-Pierre)
  - L'elisir d'amore (Belcore)
  - La favorita (Alfonso IX, rey de Castilla)
  - Lucia di Lammermoor (Enrico Ashton)
  - Maria di Rohan (Enrico, duque de Chevreuse)
  - Roberto Devereux (El duque de Nottingham)
  - Torquato Tasso (duque Alfonso de Este)
- Alberto Franchetti
  - Cristoforo Colombo
- Umberto Giordano
  - Madame Sans-Gêne (Bonaparte)
- Jules Massenet
  - Manon (Lescaut)
- Claudio Monteverdi
  - L'Orfeo (Caronte)
- Wolfgang Amadeus Mozart
  - Don Giovanni (Don Giovanni)
  - Le nozze di Figaro (Conte)
- Krzysztof Penderecki
  - Die Teufel von Loudun (Urbain Grandier)
- Giacomo Puccini
  - La bohème (Marcello)
  - Madama Butterfly (Sharpless)
  - Manon Lescaut (Lescaut)
  - La rondine (Rambaldo)
- Gioachino Rossini
  - Il barbiere di Siviglia (Fígaro)
- Ígor Stravinski
  - El progreso del libertino (Nick Shadow)
- Marco Taralli
  - La maschera di Punkitititi (Volfango)
- Chaikovski
  - Eugenio Oneguin (Oneguin)
- Giuseppe Verdi
  - Attila (Ezio)
  - Un ballo in maschera (Renato)
  - Il corsaro (Seid)
  - Don Carlos (Rodrigo, marqués de Posa)
  - I due Foscari (Francesco Foscari, dogo de Venecia)
  - Ernani (Carlo, rey de España)
  - Falstaff (Falstaff, Ford)
  - La forza del destino (Don Carlos)
  - Un giorno di regno (El caballero de Belfiore)
  - Luisa Miller (Miller)
  - Macbeth (Macbeth)
  - Nabucco (Nabucodonosor)
  - Otello (Yago)
  - Rigoletto (Rigoletto)
  - Simon Boccanegra (Simón)
  - La traviata (Giorgio Germont)
  - Il trovatore (El conde de Luna)
  - I vespri siciliani (Guy de Montfort)

## Discografía
Paolo Coni ha grabado varias óperas líricas con algunos de los más importantes directores de orquesta y cantantes líricos de su época. Entre sus grabaciones, destacan:
- Manon Lescaut de Giacomo Puccini; Riccardo Chailly (director); Orquesta y coro del Teatro comunale de Bolonia; Kiri Te Kanawa, José Carreras, Italo Tajo, William Matteuzzi, Margherita Zimmermann - 1987, Decca Records
- Pagliacci de Ruggero Leoncavallo; Riccardo Muti (director); Orquesta y coro de la orquesta Sinfónica de Westminster de Filadelfia; Luciano Pavarotti, Daniela Dessì, Juan Pons, Ernesto Gavazzi - grabación en vivo, 1992, Philips
- La traviata de Giuseppe Verdi; Riccardo Muti (director); coro y orquesta del Teatro alla Scala de Milán; Tiziana Fabbricini, Roberto Alagna; - 1992 SONY
- Simon Boccanegra de Giuseppe Verdi; Georg Solti (director); coro y orquesta del Teatro alla Scala de Milán; Leo Nucci, Kiri Te Kanawa Paata Burchuladze, Jaume Aragall - 1992 Decca Records
- Don Carlo de Giuseppe Verdi; Riccardo Muti (director); coro y orquesta del Teatro alla Scala de Milán; Luciano Pavarotti, Daniela Dessì Samuel Ramey, Alexander Anisimov - grabación en vivo, 1992 EMI
- Falstaff de Giuseppe Verdi; Georg Solti (director); coro de la radio de Berlín y Orquesta Filarmónica de Berlín; José van Dam, Luca Canonici, Luciana Serra, Elisabeth Norberg-Schulz - 1992 Decca Records